# Drnava
Drnava (maďarsky Dernő) je obec na Slovensku v okrese Rožňava. Žijí zde obyvatelé maďarské, slovenské a romské národnosti.

## Příroda
Drnava leží v údolí říčky Čremošná ve Slovenském rudohoří. Část území obce se nachází v Národním parku Slovenský kras. V katastrálním území obce je národní přírodní rezervace Drieňovec.

## Historie
Obec vznikla ve 13. - 14. století jako důlní osada pod názvem Dewrnev později Dernawa, Drňany, Dernau až do dnešního názvu Drnava.
K Drnavě patřila také osada Kornalippa puszta, která byla známá již ve středověku. Jak písemnosti dále uvádějí, pravděpodobně šlo o větší osadu. Podle ústní tradice se nacházela na místě zvaném Mocsárka (Močárka) mezi Drnavou a obcí Kováčová. V roce 1570 Kornalippu vyrabovali a podpálili Turci. Některým obyvatelům osady se podařilo uprchnout do Drnavy cestou, kterou nazvali Vésztorok, v doslovném překladu „hrdlo strachu“.

### Železářství
Železářství sehrálo v dějinách obce významnou roli. V roce 1730 byly v Drnavě dvě pece ve správě Andrássyovců. V letech 1804-1805 byly v obci čtyři pece a čtyři hamry ve vlastnictví Štěpána Andrássyho.
V roce 1845 pracovalo v podniku 225 zaměstnanců. Z nich bylo 145 Maďarů, 56 Němců a 45 Slováků. Dobré jméno získala slévárna, když její odlitky (nosné sloupy, litinová vrata) určené pro Řetězový most nad Dunajem mezi Peští a Budínem, po provedení přísných technických zkoušek vyhověly. Odlitky kvalitou a provedením překonaly zahraniční konkurenci. Slévárna zpracovávala i železo dovezené z Anglie.
Slévárna obdržela za slévárenské výrobky Velkou cenu na výstavě v Pešti v roce 1846. V roce 1855 na průmyslové výstavě v Paříži udělili továrně medaili 2. stupně. Železárna se zúčastnila i průmyslové výstavy v Košicích v roce 1857. Na zemské výstavě v Budapešti v roce 1885 získala Velkou cenu za konkurenční schopnost.
V roce 1908 byla podstatně omezena výroba a železárna byla zavřená v roce 1915.

### Hornictví
Prvními důlními podnikateli, jak to uvádějí dokumenty, byli rožňavští, smolničtí a gelničtí horníci, kteří v 17. a 18. století zde dobývali měděné a stříbrné rudy. Těžba železných rud se omezila jen pro potřeby panství. Obrat nastal teprve v roce 1825, po výstavbě na tu dobu moderní železárny. V roce 1945 byly doly přičleněny k národnímu podniku Železorudné doly. V roce 1950 zemřeli v dole dva dělníci chybou důlního mistra, který špatně uložil výbušniny. Nakonec v roce 1965 podnik pro nedostatek zásob důl zavřel.

## Pamětihodnosti
- Římskokatolický kostel sv. Mikuláše, jednolodní barokně-klasicistní stavba se segmentově ukončeným presbytářem a představenou věží z roku 1779. Původně šlo jen o jednoduchý kostel se slaměnou střechou, bez věže. Obnoven byl v roce 1839. Ve stejném roce, na den sv. Mikuláše, byl vysvěcen. Další obnovou prošel v roce 1897, kdy byla k němu přistavěna věž. Interiér chrámu byl kompletně obnoven v roce 2000.[3]
- Zámeček Štěpána Andrássyho, dvoupodlažní barokně-klasicistní stavba na půdorysu obdélníku s mansardovou střechou z konce 18. století. Objekt byl upravován ve 20. století.
- Budova železáren, technická památka z 19. století.